# Clay
Clay je priimek več znanih oseb:
- Andrew Clay (*1957), ameriški igralec
- Cassius Marcellus Clay (1810—1903), ameriški politik
- Muhammad Ali (rojstno ime Cassius Marcellus Clay mlajši), ameriški boksar (1942—2016)
- Clement Comer Clay (1789—1866), ameriški politik
- Henry Clay (1777—1852), ameriški državnik
- Lucius Dubignon Clay (1897—1978), ameriški general
- Nicholas Clay (1946—2000), angleški igralec